# Шакша (Читинський район)
Шакша́ (рос. Шакша) — село у складі Читинського району Забайкальського краю, Росія. Входить до складу Беклемішевського сільського поселення.

## Населення
Населення — 262 особи (2010; 261 у 2002).
Національний склад (станом на 2002 рік):
- росіяни — 60 %
- буряти — 37 %